# Île Edmund-Walker
L'île Edmund-Walker est une île de l'archipel arctique canadien. Elle fait partie du groupe de Findlay au sein des îles de la Reine-Élisabeth.